# Parlamentswahlen in Italien 2018
Die Parlamentswahlen in Italien 2018 fanden am 4. März 2018 statt. Die Legislaturperiode wäre am 14. März 2018 ausgelaufen. Staatspräsident Mattarella unterzeichnete am 28. Dezember 2017 das Dekret zur Auflösung der beiden Kammern des italienischen Parlaments und zur Festsetzung des Wahltermins. Neu gewählt wurden alle Mitglieder der Abgeordnetenkammer (Camera dei deputati) und fast alle Mitglieder des Senats (Senato della Repubblica). Die beiden Parlamentskammern traten am 23. März 2018 zu ihrer konstituierenden Sitzung zusammen und wählten am folgenden Tag ihre Präsidenten. Aus diesem Grund trat das zuletzt amtierende Kabinett Gentiloni unter Ministerpräsident Paolo Gentiloni am 24. März 2018 zurück, wurde jedoch von Staatspräsident Mattarella bis zur Vereidigung einer neuen Regierung mit der Führung der laufenden Amtsgeschäfte betraut.

## Wahlrecht
Nachdem die von der Regierung Renzi geplante Reform des Senats bei einer Volksabstimmung abgelehnt und das im Mai 2015 geänderte Wahlrecht zur Abgeordnetenkammer vom Verfassungsgericht zum Teil für ungültig erklärt worden war, musste ein neues Wahlrecht gefunden werden. Im Herbst 2017 einigten sich PD, FI, LN und ALA auf ein neues Wahlrecht, das unter dem Namen Rosatellum bis bekannt ist. Der Name bezieht sich auf Ettore Rosato, Fraktionsvorsitzender des PD in der Abgeordnetenkammer, der die Grundzüge des Wahlrechts vorgeschlagen hatte.
Das Rosatellum ist ein Grabenwahlrecht. In jeder Kammer des Parlaments werden 37 % der Sitze per relativer Mehrheitswahl in Einerwahlkreisen und 61 % der Sitze proportional per Verhältniswahl mit starren Listen vergeben. Weitere 2 % entfallen auf die Auslandswahlkreise. 232 Abgeordnete der Abgeordnetenkammer werden per Mehrheitswahl, 386 per Verhältniswahl und zwölf in den Auslandswahlkreisen gewählt. 116 Senatoren per Mehrheitswahl, 193 per Verhältniswahl und sechs in den Auslandswahlkreisen gewählt. Dazu kommen einige Senatoren auf Lebenszeit, zum Beispiel die ehemaligen Präsidenten der Republik Italien.
Die Parteien können, wie bisher schon üblich, in Koalitionen antreten. Die Koalitionen treten in Einer-Wahlkreisen mit einem gemeinsamen Kandidaten an.
Der Wähler hat dabei eine Stimme. Damit wählt er einen Kandidaten seines Wahlkreises. Er kann dabei entweder den Kandidaten ankreuzen oder eine der Listen der Koalition, die den Kandidaten unterstützt. In ersterem Fall wird die Stimme anteilig auf die beteiligten Listen der Koalition verteilt.
Für die Teilnahme an der Verteilung der proportionalen Sitze besteht eine landesweite Sperrklausel von 3 % für einzelne Listen. Für Koalitionen besteht eine landesweite Sperrklausel von 10 %, wobei mindestens eine Liste 3 % erreicht haben muss. Für Minderheitenparteien gilt eine regionale Sperrklausel von 20 % oder zwei Direktmandaten. Stimmen für Listen, auf die weniger als 1 % der Stimmen entfallen, werden nicht berücksichtigt, auch wenn die Koalition die Sperrklausel überschritten hat (mit Ausnahmen von Minderheitenparteien). Die einer Partei bei der Verhältniswahl zufallenden Sitze werden anschließend auf ihre Listen in Mehrpersonenwahlkreisen verteilt.

## Koalitionen und Parteien

### Mitte-links-Koalition

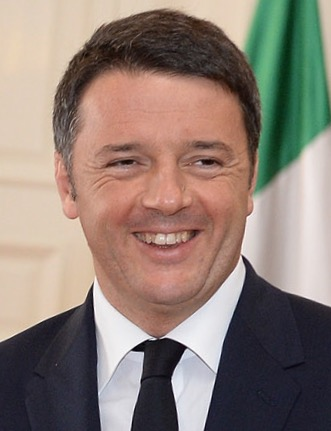
Matteo Renzi, Spitzenkandidat der Mitte-links-Koalition

Der regierende Partito Democratico (PD, Demokratische Partei) tritt in einer Mitte-links-Koalition an. Spitzenkandidat ist der ehemalige Ministerpräsident Matteo Renzi. Die PD gilt als sozialdemokratisch bis sozialliberal. An ihrer Koalition sind drei kleinere Bündnisse beteiligt: das christdemokratische Bündnis Civica Popolare (Alternativa Popolare, Italia dei Valori, Centristi per l’Europa, Democrazia Solidale, Unione per il Trentino, L’Italia è Popolare, Italia Popolare und Unione Popolare Cristiana), das progressive Bündnis Italia Europa Insieme (Partito Socialista Italiano, Federazione dei Verdi (Grüne), Area Civica und andere) und das pro-europäische Bündnis Più Europa (Radicali Italiani, Centro Democratico, Forza Europa, Area Progressista). Dazu kommen die regionalen Bündnisse Südtiroler Volkspartei–Partito Autonomista Trentino Tirolese und die Vallée d’Aoste – Tradition et Progrès (aus Politikern der PD und den Parteien Union Valdôtaine, Union Valdôtaine Progressiste und Edelweiss Popolare Autonomista Valdostano).

### Mitte-rechts-Koalition

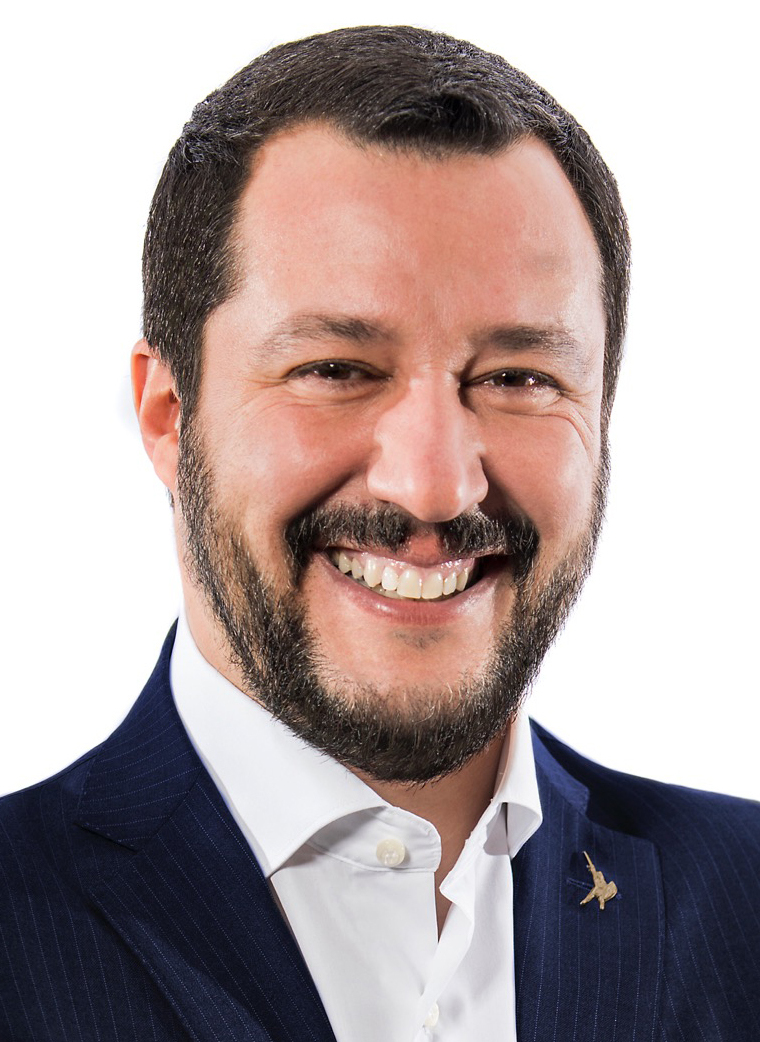
Matteo Salvini, Spitzenkandidat der Mitte-rechts-Koalition

Wie bereits 2013 bilden die konservative und wirtschaftsliberale Forza Italia (FI, Vorwärts Italien, 2013 noch Il Popolo della Libertà, PdL) von Silvio Berlusconi, die rechtspopulistische Lega Nord (Lega, Liga Nord) von Matteo Salvini und die nationalkonservative Fratelli d’Italia (FdI, Brüder Italiens) die Mitte-rechts-Koalition. Dazu kommt das christdemokratisch-zentristische Bündnis Noi con l’Italia (NcI; unter anderem mit UdC, SC, DI, UDEUR und MpA). Dieses Bündnis ist zum größten Teil identisch mit der Koalition Con Monti per l’Italia bei der Wahl 2013. Weiterhin gehören zur Koalition die regionale Liste Centrodestra Valdostano im Aostatal und die Liste Salvini-Berlusconi-Meloni im Auslandswahlkreis.
Weitere Kleinstparteien treten auf den Listen der beteiligten Parteien an, unter anderem Energie per l’Italia (EpI; liberal-christdemokratisch), Movimento Nazionale per la Sovranità (MNS; nationalistisch) und Noi con Salvini (NcS; rechtspopulistisch, kandidiert zusammen mit der Lega Nord). Hierzu gehören auch die Regionalparteien L’Alto Adige nel Cuore (Südtiroler Regionalpartei; nationalkonservativ, tritt regional zusammen mit FdI an), #DiventeràBellissima und die in Sardinien zusammen mit der Lega Nord kandidierende Partito Sardo d’Azione (PSd’Az).

### Fünf-Sterne-Bewegung

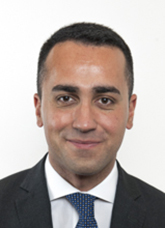
Luigi Di Maio, Spitzenkandidat der Fünf-Sterne-Bewegung

Der MoVimento 5 Stelle (M5S, Fünf-Sterne-Bewegung) verzichtete zunächst vor und auch nach der Wahl auf die Option einer Koalitionsbildung mit anderen Parteien. Die Bewegung gilt als populistisch und EU-kritisch. Der Spitzenkandidat Luigi Di Maio wurde im September 2017 in einer parteiinternen Vorwahl bestimmt. Parteivorsitzender ist Beppe Grillo.

### Frei und Gleich

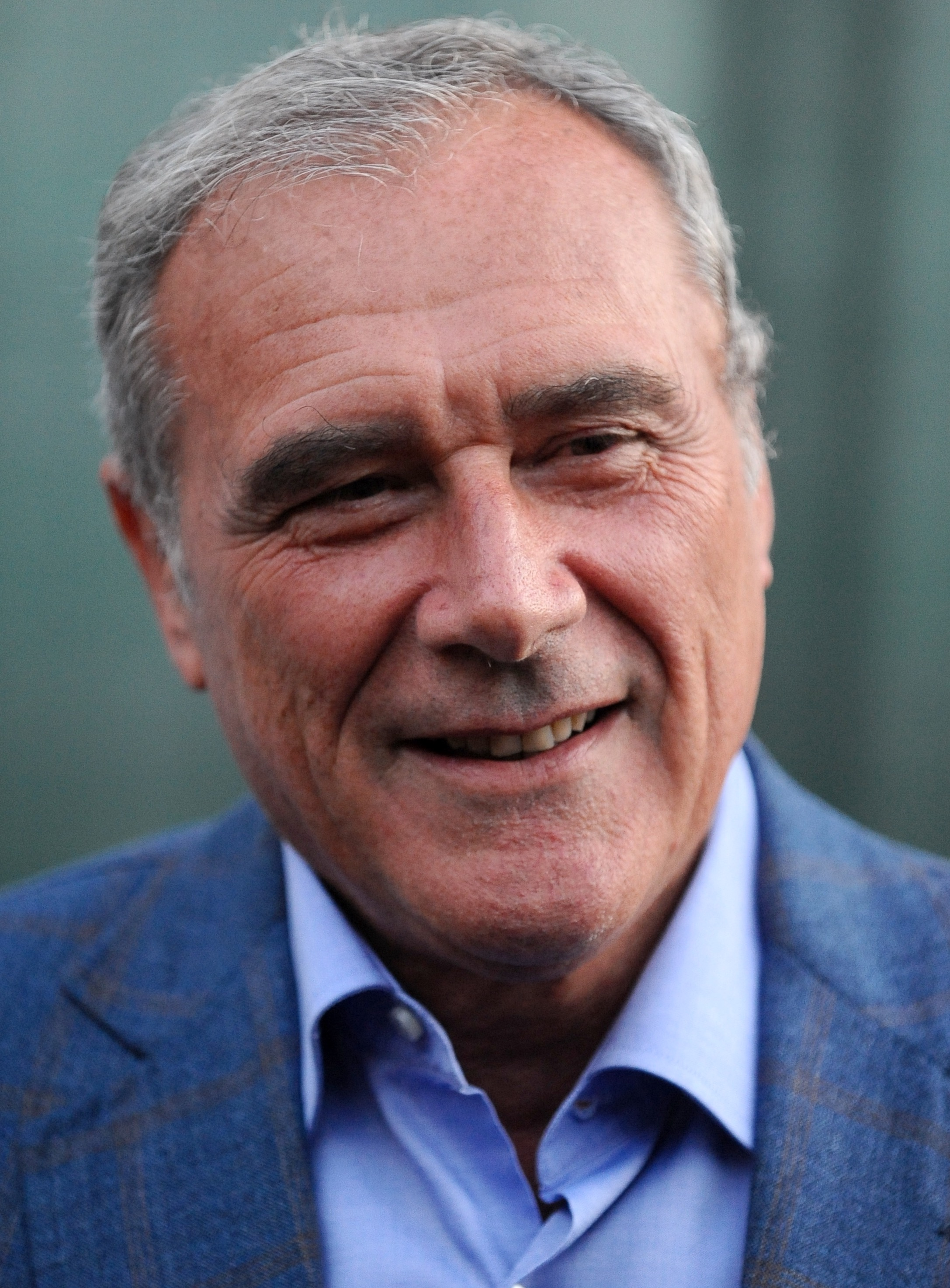
Pietro Grasso, Spitzenkandidat der Vereinigung Frei und Gleich

Liberi e Uguali (LeU, Frei und Gleich) ist die Vereinigung dreier linker Parteien: zum einen der Sinistra Italiana (SI, Italienische Linke), zum anderen zweier Abspaltungen des PD, des Movimento Democratico e Progressista und Possibile. Auf der Liste befinden sich zudem Kandidaten der Democrazia Autonoma und der Grünen Südtirols. Spitzenkandidat ist Pietro Grasso.

### Weitere Parteien und Wahlbündnisse
Folgende Listen traten in mindestens der Hälfte der Wahlkreise der Abgeordnetenkammer oder des Senats an:
- Potere al Popolo (Macht für das Volk) ist eine gemeinsame Liste mehrerer kommunistischer und linker Parteien und Vereinigungen.[15] Unter anderem gehören ihr der Partito della Rifondazione Comunista und der Partito Comunista Italiano an.
- CasaPound Italia, neofaschistisch
- Il Popolo della Famiglia (Das Volk der Familie), christlich-konservativ
- Italia agli Italiani (Italien den Italienern), gemeinsame Liste der beiden neofaschistischen Parteien Forza Nuova und Fiamma Tricolore[16], regional unter Beteiligung der Lega d’Azione Meridionale[17]
- Partito Comunista (Kommunistische Partei)[18]
- Partito Valore Umano (Partei der Menschlichen Werte)
- Partito Repubblicano Italiano–ALA (Republikanische Partei Italiens–Liberale Volksallianz), gemeinsame Liste der liberalen Partito Repubblicano Italiano und Alleanza Liberalpopolare[19][20][21]
- Per una Sinistra Rivoluzionaria (Für eine Revolutionäre Linke), gemeinsame Liste der trotzkistischen Partito Comunista dei Lavoratori und Sinistra classe rivoluzione[22]

Weitere 19 Listen traten an, davon fünf nur in den Auslandswahlkreisen. Unter den weiteren Listen finden sich die Lista del Popolo per la Costituzione (Volksliste für die Verfassung), eine linke von Antonio Ingroia angeführte Anti-Korruptions-Liste in neun Wahlkreisen der Abgeordnetenkammer und sieben des Senats und die liberale 10 Volte Meglio (10 Mal Besser) in 14 Wahlkreisen der Kammer. In den Auslandswahlkreisen traten unter anderem das Movimento Associativo Italiani all’Estero (MAIE) und die Unione Sudamericana Emigrati Italiani (USEI) an, die beide derzeit im Parlament vertreten sind.

## Umfragen
Ab dem 17. Februar 2018 ist die Veröffentlichung von Umfragen verboten.

### Verlauf monatlicher Umfrage-Mittelwerte

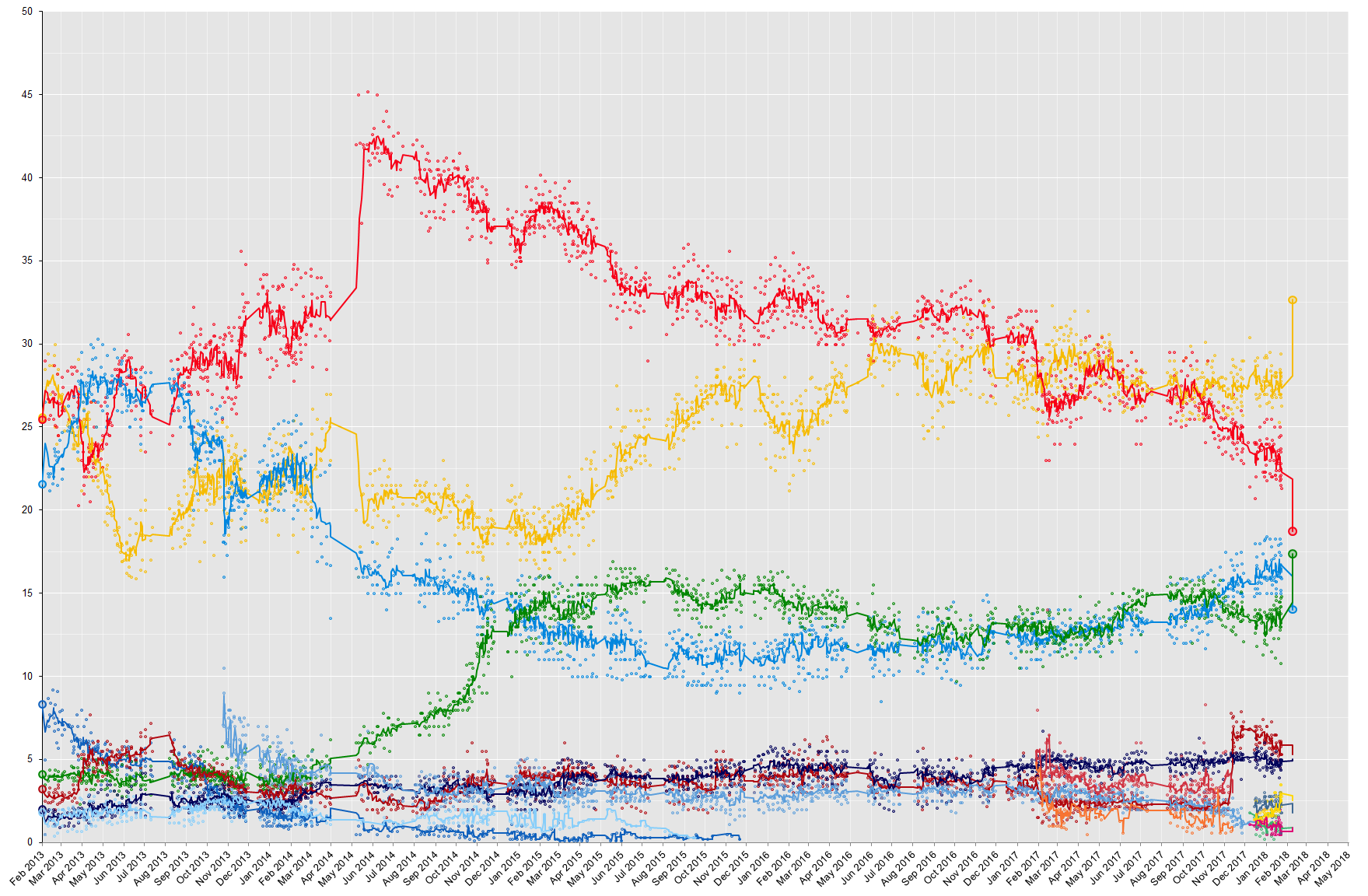
M5S, = PD, = FI, = LN, = LeU, = FdI, = NcI, = +E, = I, = CP, = UdC, Stand: 2. Februar 2018

### Letzte Umfragen vor der Wahl

#### Nach Partei
| Institut            | Datum      | M5S    | PD     | FI     | NcI    | LN     | LeU   | FdI   | +E    | I     | CP    | Sonst. |
| ------------------- | ---------- | ------ | ------ | ------ | ------ | ------ | ----- | ----- | ----- | ----- | ----- | ------ |
| Termometro Politico | 16.02.2018 | 26,3 % | 21,5 % | 15,9 % | 1,8 %  | 14,8 % | 5,3 % | 5,0 % | 2,8 % | 0,9 % | 0,9 % | 4,8 %  |
| Demopolis           | 15.02.2018 | 28,0 % | 22,5 % | 16,5 % | —      | 14,2 % | 6,0 % | 5,0 % | —     | —     | —     | 7,8 %  |
| Euromedia           | 14.02.2018 | 26,8 % | 22,1 % | 17,3 % | 2,3 %  | 14,2 % | 5,8 % | 4,8 % | 2,3 % | 0,8 % | 0,5 % | 3,1 %  |
| Piepoli             | 14.02.2018 | 27,0 % | 24,5 % | 16,0 % | 3,0 %  | 13,0 % | 6,0 % | 5,0 % | 3,0 % | 1,0 % | 0,5 % | 1,0 %  |
| IPR                 | 13.02.2018 | 28,5 % | 22 %   | 16,5 % | 3 %    | 14,5 % | 4,5 % | 4,5 % | 2,8 % | 1 %   | 2 %   | 1,5 %  |
| Tecné               | 13.02.2018 | 28,3 % | 21,8 % | 18,3 % | 2,9 %  | 12,8 % | 5,0 % | 5,3 % | 2,6 % | —     | —     | 3,0 %  |
| Bidimedia           | 12.02.2018 | 25,3 % | 24,4 % | 16,3 % | 2,5 %  | 14,5 % | 3,9 % | 4,6 % | 1,9 % | 1,0 % | 1,4 % | 4,2 %  |
| EMG                 | 11.02.2018 | 27,3 % | 22,8 % | 16,1 % | 2,8 %  | 13,9 % | 5,2 % | 4,6 % | 2,1 % | 1,6 % | 1,0 % | 2,6 %  |
| Lorien              | 11.02.2018 | 27,6 % | 23,6 % | 17,9 % | 1,2 %  | 12,3 % | 5,0 % | 4,6 % | 1,2 % | 0,8 % | 1,5 % | 4,4 %  |
| Demopolis           | 09.02.2018 | 28,3 % | 22,8 % | 16,3 % | —      | 14,0 % | 5,8 % | 4,7 % | —     | —     | —     | 8,1 %  |
| SWG                 | 08.02.2018 | 28,0 % | 23,3 % | 15,7 % | 2,0 %  | 13,1 % | 6,5 % | 4,8 % | 2,8 % | 0,8 % | 1,3 % | 1,7 %  |
| Index               | 08.02.2018 | 27,3 % | 23,5 % | 15,7 % | 2,6 %  | 14,1 % | 6,0 % | 5,0 % | 1,9 % | 1,5 % | 1,1 % | 1,3 %  |
| Termometro Politico | 02.02.2018 | 26,8 % | 22,0 % | 15,5 % | 1,5 %  | 14,0 % | 5,3 % | 5,6 % | 1,9 % | 1,2 % | 0,6 % | 5,7 %  |
| Ixé                 | 01.02.2018 | 28,7 % | 22,0 % | 17,0 % | 2,0 %  | 11,5 % | 7,3 % | 4,3 % | 2,6 % | 0,4 % | 0,8 % | 3,4 %  |
| Piepoli/Euromedia   | 01.02.2018 | 27,2 % | 23,8 % | 17,8 % | 2,3 %  | 13,8 % | 5,7 % | 4,5 % | 1,6 % | 1,1 % | 0,8 % | 1 %    |
| Ipsos               | 24.01.2018 | 29,3 % | 22,7 % | 16,9 % | 1,1 %  | 13,7 % | 6,1 % | 4,6 % | 4,0 % | 4,0 % | 4,0 % | 1,6 %  |
| Wahl 2013           | 25.02.2013 | 25,6 % | 25,4 % | 21,6 % | 10,9 % | 4,1 %  | 3,2 % | 2,0 % | 0,7 % | —     | —     | 6,5 %  |

#### Nach Koalition
| Institut            | Datum      | Mitte-links | Mitte-rechts | M5S    | LeU   | Sonst. |
| ------------------- | ---------- | ----------- | ------------ | ------ | ----- | ------ |
| Termometro Politico | 16.02.2018 | 25,5 %      | 37,5 %       | 26,3 % | 5,3 % | 5,4 %  |
| Demopolis           | 15.02.2018 | 27,0 %      | 38,0 %       | 28,0 % | 6,0 % | 1,0 %  |
| Euromedia           | 14.02.2018 | 26,1 %      | 38,6 %       | 26,8 % | 5,8 % | 2,7 %  |
| Piepoli             | 14.02.2018 | 29,3 %      | 37,0 %       | 27,0 % | 6,0 % | 0,7 %  |
| IPR                 | 13.02.2018 | 28,2 %      | 38,5 %       | 28,5 % | 4,5 % | 3,3 %  |
| Bidimedia           | 12.02.2018 | 29,2 %      | 37,2 %       | 25,3 % | 4,6 % | 3,7 %  |
| IPR                 | 13.02.2018 | 28,2 %      | 38,5 %       | 28,5 % | 4,5 % | 3,3 %  |
| Bidimedia           | 12.02.2018 | 29,2 %      | 37,2 %       | 25,3 % | 4,6 % | 3,7 %  |
| EMG                 | 11.02.2018 | 27,9 %      | 37,4 %       | 27,3 % | 5,2 % | 2,2 %  |
| Lorien              | 11.02.2018 | 27,1 %      | 36,0 %       | 27,6 % | 5,0 % | 4,3 %  |
| Demopolis           | 09.02.2018 | 27,5 %      | 37,2 %       | 28,3 % | 5,8 % | 1,2 %  |
| SWG                 | 08.02.2018 | 28,5 %      | 35,6 %       | 28,0 % | 6,5 % | 1,4 %  |
| Index               | 08.02.2018 | 28,0 %      | 37,4 %       | 27,3 % | 6,0 % | 1,3 %  |
| Tecné               | 07.02.2018 | 25,7 %      | 39,3 %       | 28,0 % | 5,7 % | 1,3 %  |
| Termometro Politico | 02.02.2018 | 26,1 %      | 36,3 %       | 26,8 % | 5,6 % | 5,2 %  |
| Ixé                 | 01.02.2018 | 25,8 %      | 35,3 %       | 28,7 % | 7,3 % | 2,9 %  |
| Piepoli/Euromedia   | 01.02.2018 | 27,7 %      | 38,4 %       | 27,2 % | 5,7 % | 1 %    |
| Ipsos               | 24.01.2018 | 26,7 %      | 36,3 %       | 29,3 % | 6,1 % | 1,6 %  |
| Wahl 2013           | 25.02.2013 | 29,5 %      | 29,2 %       | 25,6 % | 3,2 % | —      |

### Ältere Umfragen

#### Nach Partei
| \| Institut \| Datum \| M5S \| PD \| FI \| NcI \| LN \| LeU \| FdI \| +E \| I \| CP \| Sonst. \| \| --------------------- \| ---------- \| ------ \| ------ \| ------ \| ------ \| ------ \| ----- \| ----- \| ----- \| ----- \| ----- \| ------ \| \| Tecné[38] \| 07.02.2018 \| 28,0 % \| 22,1 % \| 18,3 % \| 2,9 % \| 13,2 % \| 5,7 % \| 4,9 % \| 1,6 % \| — \| — \| 3,3 % \| \| EMG[39] \| 04.02.2018 \| 27,2 % \| 23,0 % \| 15,8 % \| 2,8 % \| 14,3 % \| 5,4 % \| 4,6 % \| 1,9 % \| 1,6 % \| 1,0 % \| 2,0 % \| \| Bidimedia[40] \| 02.02.2018 \| 26,2 % \| 24,2 % \| 16,2 % \| 2,2 % \| 13,3 % \| 5,0 % \| 4,2 % \| 1,6 % \| 1,2 % \| 1,6 % \| 4,3 % \| \| Index[41] \| 01.02.2018 \| 26,9 % \| 23,8 % \| 15,8 % \| 2,5 % \| 13,7 % \| 6,3 % \| 5,0 % \| 1,6 % \| 1,8 % \| 1,1 % \| 1,7 % \| \| EMG[42] \| 01.02.2018 \| 26,9 % \| 23,8 % \| 16,0 % \| 2,8 % \| 13,6 % \| 5,3 % \| 4,8 % \| 1,6 % \| 1,8 % \| 1,0 % \| 2,0 % \| \| SWG[43] \| 31.01.2018 \| 28,4 % \| 23,7 % \| 15,9 % \| 2,3 % \| 12,9 % \| 6,0 % \| 5,1 % \| 2,0 % \| 1,0 % \| 1,1 % \| 1,6 % \| \| Demopolis[44] \| 29.01.2018 \| 29,5 % \| 23,0 % \| 16,0 % \| — \| 14,0 % \| 6,0 % \| 4,5 % \| — \| — \| — \| — \| \| Tecné[45] \| 29.01.2018 \| 27,8 % \| 22,2 % \| 18,3 % \| 2,8 % \| 12,8 % \| 6,2 % \| 5,1 % \| 1,6 % \| — \| — \| 3,2 % \| \| EMG[46] \| 28.01.2018 \| 26,5 % \| 24,0 % \| 15,9 % \| 2,8 % \| 13,8 % \| 5,7 % \| 5,0 % \| 1,6 % \| 1,7 % \| 1,0 % \| 2,0 % \| \| Piepoli/Euromedia[47] \| 25.01.2018 \| 27,5 % \| 25,5 % \| 15 % \| 2,5 % \| 13,5 % \| 7 % \| 4,5 % \| 2,5 % \| 0,5 % \| 0,5 % \| 1 % \| \| Index[48] \| 25.01.2018 \| 27,0 % \| 24,0 % \| 15,8 % \| 2,1 % \| 13,7 % \| 6,5 % \| 5,2 % \| 1,3 % \| 1,6 % \| 1,0 % \| 1,8 % \| \| Ixé[49] \| 25.01.2018 \| 29,2 % \| 21,8 % \| 16,7 % \| 2,2 % \| 11,9 % \| 7,0 % \| 4,4 % \| 2,0 % \| 0,7 % \| 0,9 % \| 3,2 % \| \| SWG[50] \| 24.01.2018 \| 27,8 % \| 24,0 % \| 16,0 % \| 2,2 % \| 13,0 % \| 6,4 % \| 5,5 % \| 1,5 % \| 0,9 % \| 1,3 % \| 0,6 % \| \| IPR[51] \| 23.01.2018 \| 28 % \| 22 % \| 16 % \| 3 % \| 12 % \| 6 % \| 6 % \| 2 % \| 1 % \| 2 % \| 2 % \| \| Tecné[52] \| 22.01.2018 \| 27,0 % \| 22,3 % \| 18,2 % \| 2,8 % \| 12,6 % \| 6,2 % \| 5,4 % \| 1,8 % \| — \| — \| 3,7 % \| \| Lorien[53] \| 22.01.2018 \| 29,2 % \| 25,3 % \| 15,9 % \| 1,4 % \| 12,2 % \| 5,9 % \| 4,0 % \| 1,1 % \| 0,2 % \| 1,4 % \| 1,5 % \| \| EMG[54] \| 21.01.2018 \| 27 % \| 23,7 % \| 16,0 % \| 2,7 % \| 13,9 % \| 6,1 % \| 5,1 % \| 1,4 % \| 1,6 % \| 1 % \| 1,1 % \| \| Ixé[55] \| 19.01.2018 \| 27,8 % \| 22,3 % \| 17,4 % \| 2,5 % \| 11,3 % \| 7,4 % \| 4,5 % \| 1,9 % \| 0,6 % \| 1,2 % \| 3,1 % \| \| Index[56] \| 17.01.2018 \| 27,5 % \| 24 % \| 15,6 % \| 1,5 % \| 13,6 % \| 6,5 % \| 5,3 % \| 1,4 % \| 1,5 % \| 1 % \| 1,1 % \| \| SWG[57] \| 17.01.2018 \| 27,3 % \| 23,6 % \| 16,0 % \| 2,0 % \| 13,2 % \| 6,8 % \| 5,7 % \| 1,2 % \| 0,8 % \| 1,3 % \| 2,1 % \| \| Bidimedia[58] \| 15.01.2018 \| 27,0 % \| 24,1 % \| 16,1 % \| 1,8 % \| 12,9 % \| 5,9 % \| 4,5 % \| 1,3 % \| 1,0 % \| 1,4 % \| 2,5 % \| \| Piepoli/Euromedia[59] \| 15.01.2018 \| 27 % \| 25 % \| 15 % \| 2,5 % \| 14 % \| 7 % \| 5 % \| 1,5 % \| 1 % \| 1 % \| 1 % \| \| EMG[60] \| 12.01.2018 \| 28,2 % \| 24,1 % \| 14,8 % \| 2,2 % \| 13,6 % \| 5,6 % \| 5,4 % \| 1,4 % \| 1,5 % \| 1 % \| 2,1 % \| \| Demopolis[61] \| 11.01.2018 \| 29,2 % \| 23,5 % \| 15,6 % \| 1,9 % \| 13,8 % \| 6,5 % \| 5,0 % \| 3,5 % \| 3,5 % \| 3,5 % \| 1,0 % \| \| Index[62] \| 11.01.2018 \| 28 % \| 24 % \| 15 % \| 1,6 % \| 13,7 % \| 6,2 % \| 5,4 % \| 1,5 % \| 1,7 % \| 0,8 % \| 2,1 % \| \| Ipsos[63] \| 11.01.2018 \| 28,7 % \| 23,1 % \| 16,5 % \| 0,9 % \| 13,8 % \| 6,4 % \| 4,7 % \| 1,2 % \| 1,4 % \| 1,8 % \| 1,5 % \| \| Ixé[64] \| 10.01.2018 \| 27,8 % \| 23,1 % \| 17,2 % \| 2,4 % \| 11,8 % \| 7 % \| 4,9 % \| 1,7 % \| — \| 1,7 % \| 2,4 % \| \| SWG[65] \| 10.01.2018 \| 26,7 % \| 23,1 % \| 16,7 % \| 1,6 % \| 13,1 % \| 6,8 % \| 5,7 % \| 1,3 % \| 0,9 % \| 1,4 % \| 2,7 % \| \| IPR[66] \| 09.01.2018 \| 28 % \| 22 % \| 16 % \| 2,7 % \| 13 % \| 5 % \| 6,3 % \| 2,5 % \| 0,5 % \| 2,5 % \| 1,5 % \| \| Tecné[67] \| 08.01.2018 \| 28,1 % \| 20,7 % \| 18 % \| 2,6 % \| 12,6 % \| 6,7 % \| 5,3 % \| 4,3 % \| 4,3 % \| 4,3 % \| 1,7 % \| \| Demopolis[68] \| 08.01.2018 \| 29 % \| 24 % \| 15,3 % \| 1,9 % \| 14 % \| 7 % \| 5 % \| 2,5 % \| 2,5 % \| 2,5 % \| 1,3 % \| \| EMG[69] \| 07.01.2018 \| 28,2 % \| 24,1 % \| 14,8 % \| 2,2 % \| 13,6 % \| 5,6 % \| 5,4 % \| 1,4 % \| 1,5 % \| 1 % \| 2,1 % \| \| Wahl 2013 \| 25.02.2013 \| 25,6 % \| 25,4 % \| 21,6 % \| 10,9 % \| 4,1 % \| 3,2 % \| 2,0 % \| 0,7 % \| — \| — \| 6,5 % \| |            |        |        |        |        |        |       |       |       |       |       |        |
| Institut | Datum      | M5S    | PD     | FI     | NcI    | LN     | LeU   | FdI   | +E    | I     | CP    | Sonst. |
| Tecné | 07.02.2018 | 28,0 % | 22,1 % | 18,3 % | 2,9 %  | 13,2 % | 5,7 % | 4,9 % | 1,6 % | —     | —     | 3,3 %  |
| EMG | 04.02.2018 | 27,2 % | 23,0 % | 15,8 % | 2,8 %  | 14,3 % | 5,4 % | 4,6 % | 1,9 % | 1,6 % | 1,0 % | 2,0 %  |
| Bidimedia | 02.02.2018 | 26,2 % | 24,2 % | 16,2 % | 2,2 %  | 13,3 % | 5,0 % | 4,2 % | 1,6 % | 1,2 % | 1,6 % | 4,3 %  |
| Index | 01.02.2018 | 26,9 % | 23,8 % | 15,8 % | 2,5 %  | 13,7 % | 6,3 % | 5,0 % | 1,6 % | 1,8 % | 1,1 % | 1,7 %  |
| EMG | 01.02.2018 | 26,9 % | 23,8 % | 16,0 % | 2,8 %  | 13,6 % | 5,3 % | 4,8 % | 1,6 % | 1,8 % | 1,0 % | 2,0 %  |
| SWG | 31.01.2018 | 28,4 % | 23,7 % | 15,9 % | 2,3 %  | 12,9 % | 6,0 % | 5,1 % | 2,0 % | 1,0 % | 1,1 % | 1,6 %  |
| Demopolis | 29.01.2018 | 29,5 % | 23,0 % | 16,0 % | —      | 14,0 % | 6,0 % | 4,5 % | —     | —     | —     | —      |
| Tecné | 29.01.2018 | 27,8 % | 22,2 % | 18,3 % | 2,8 %  | 12,8 % | 6,2 % | 5,1 % | 1,6 % | —     | —     | 3,2 %  |
| EMG | 28.01.2018 | 26,5 % | 24,0 % | 15,9 % | 2,8 %  | 13,8 % | 5,7 % | 5,0 % | 1,6 % | 1,7 % | 1,0 % | 2,0 %  |
| Piepoli/Euromedia | 25.01.2018 | 27,5 % | 25,5 % | 15 %   | 2,5 %  | 13,5 % | 7 %   | 4,5 % | 2,5 % | 0,5 % | 0,5 % | 1 %    |
| Index | 25.01.2018 | 27,0 % | 24,0 % | 15,8 % | 2,1 %  | 13,7 % | 6,5 % | 5,2 % | 1,3 % | 1,6 % | 1,0 % | 1,8 %  |
| Ixé | 25.01.2018 | 29,2 % | 21,8 % | 16,7 % | 2,2 %  | 11,9 % | 7,0 % | 4,4 % | 2,0 % | 0,7 % | 0,9 % | 3,2 %  |
| SWG | 24.01.2018 | 27,8 % | 24,0 % | 16,0 % | 2,2 %  | 13,0 % | 6,4 % | 5,5 % | 1,5 % | 0,9 % | 1,3 % | 0,6 %  |
| IPR | 23.01.2018 | 28 %   | 22 %   | 16 %   | 3 %    | 12 %   | 6 %   | 6 %   | 2 %   | 1 %   | 2 %   | 2 %    |
| Tecné | 22.01.2018 | 27,0 % | 22,3 % | 18,2 % | 2,8 %  | 12,6 % | 6,2 % | 5,4 % | 1,8 % | —     | —     | 3,7 %  |
| Lorien | 22.01.2018 | 29,2 % | 25,3 % | 15,9 % | 1,4 %  | 12,2 % | 5,9 % | 4,0 % | 1,1 % | 0,2 % | 1,4 % | 1,5 %  |
| EMG | 21.01.2018 | 27 %   | 23,7 % | 16,0 % | 2,7 %  | 13,9 % | 6,1 % | 5,1 % | 1,4 % | 1,6 % | 1 %   | 1,1 %  |
| Ixé | 19.01.2018 | 27,8 % | 22,3 % | 17,4 % | 2,5 %  | 11,3 % | 7,4 % | 4,5 % | 1,9 % | 0,6 % | 1,2 % | 3,1 %  |
| Index | 17.01.2018 | 27,5 % | 24 %   | 15,6 % | 1,5 %  | 13,6 % | 6,5 % | 5,3 % | 1,4 % | 1,5 % | 1 %   | 1,1 %  |
| SWG | 17.01.2018 | 27,3 % | 23,6 % | 16,0 % | 2,0 %  | 13,2 % | 6,8 % | 5,7 % | 1,2 % | 0,8 % | 1,3 % | 2,1 %  |
| Bidimedia | 15.01.2018 | 27,0 % | 24,1 % | 16,1 % | 1,8 %  | 12,9 % | 5,9 % | 4,5 % | 1,3 % | 1,0 % | 1,4 % | 2,5 %  |
| Piepoli/Euromedia | 15.01.2018 | 27 %   | 25 %   | 15 %   | 2,5 %  | 14 %   | 7 %   | 5 %   | 1,5 % | 1 %   | 1 %   | 1 %    |
| EMG | 12.01.2018 | 28,2 % | 24,1 % | 14,8 % | 2,2 %  | 13,6 % | 5,6 % | 5,4 % | 1,4 % | 1,5 % | 1 %   | 2,1 %  |
| Demopolis | 11.01.2018 | 29,2 % | 23,5 % | 15,6 % | 1,9 %  | 13,8 % | 6,5 % | 5,0 % | 3,5 % | 3,5 % | 3,5 % | 1,0 %  |
| Index | 11.01.2018 | 28 %   | 24 %   | 15 %   | 1,6 %  | 13,7 % | 6,2 % | 5,4 % | 1,5 % | 1,7 % | 0,8 % | 2,1 %  |
| Ipsos | 11.01.2018 | 28,7 % | 23,1 % | 16,5 % | 0,9 %  | 13,8 % | 6,4 % | 4,7 % | 1,2 % | 1,4 % | 1,8 % | 1,5 %  |
| Ixé | 10.01.2018 | 27,8 % | 23,1 % | 17,2 % | 2,4 %  | 11,8 % | 7 %   | 4,9 % | 1,7 % | —     | 1,7 % | 2,4 %  |
| SWG | 10.01.2018 | 26,7 % | 23,1 % | 16,7 % | 1,6 %  | 13,1 % | 6,8 % | 5,7 % | 1,3 % | 0,9 % | 1,4 % | 2,7 %  |
| IPR | 09.01.2018 | 28 %   | 22 %   | 16 %   | 2,7 %  | 13 %   | 5 %   | 6,3 % | 2,5 % | 0,5 % | 2,5 % | 1,5 %  |
| Tecné | 08.01.2018 | 28,1 % | 20,7 % | 18 %   | 2,6 %  | 12,6 % | 6,7 % | 5,3 % | 4,3 % | 4,3 % | 4,3 % | 1,7 %  |
| Demopolis | 08.01.2018 | 29 %   | 24 %   | 15,3 % | 1,9 %  | 14 %   | 7 %   | 5 %   | 2,5 % | 2,5 % | 2,5 % | 1,3 %  |
| EMG | 07.01.2018 | 28,2 % | 24,1 % | 14,8 % | 2,2 %  | 13,6 % | 5,6 % | 5,4 % | 1,4 % | 1,5 % | 1 %   | 2,1 %  |
| Wahl 2013 | 25.02.2013 | 25,6 % | 25,4 % | 21,6 % | 10,9 % | 4,1 %  | 3,2 % | 2,0 % | 0,7 % | —     | —     | 6,5 %  |

#### Nach Koalition
| \| Institut \| Datum \| Mitte-links \| Mitte-rechts \| M5S \| LeU \| Sonst. \| \| --------------------- \| ---------- \| ----------- \| ------------ \| ------ \| ----- \| ------ \| \| EMG[39] \| 04.02.2018 \| 27,9 % \| 37,5 % \| 27,2 % \| 5,4 % \| 2,0 % \| \| Bidimedia[40] \| 02.02.2018 \| 29,1 % \| 35,9 % \| 26,2 % \| 5,0 % \| 3,8 % \| \| Index[41] \| 01.02.2018 \| 28,3 % \| 37,3 % \| 26,9 % \| 6,3 % \| 1,2 % \| \| EMG[42] \| 01.02.2018 \| 28,6 % \| 37,2 % \| 26,9 % \| 5,3 % \| 2,0 % \| \| SWG[43] \| 31.01.2018 \| 28,1 % \| 36,2 % \| 28,4 % \| 6,0 % \| 1,5 % \| \| Demopolis[44] \| 29.01.2018 \| 23,0 % \| 34,8 % \| 29,5 % \| 6,0 % \| 6,7 % \| \| Tecné[45] \| 29.01.2018 \| 25,9 % \| 39,0 % \| 27,8 % \| 6,2 % \| 1,1 % \| \| EMG[46] \| 28.01.2018 \| 28,7 % \| 37,5 % \| 26,5 % \| 5,7 % \| 1,6 % \| \| Piepoli/Euromedia[47] \| 25.01.2018 \| 29 % \| 35,5 % \| 27,5 % \| 7 % \| 1 % \| \| Index[48] \| 25.01.2018 \| 27,9 % \| 37,3 % \| 27,0 % \| 6,5 % \| 1,8 % \| \| Ixé[49] \| 25.01.2018 \| 25,4 % \| 35,4 % \| 29,2 % \| 7,0 % \| 3,0 % \| \| SWG[50] \| 24.01.2018 \| 28,1 % \| 36,7 % \| 27,8 % \| 6,4 % \| 1,0 % \| \| IPR[51] \| 23.01.2018 \| 27 % \| 37 % \| 28 % \| 6 % \| 2 % \| \| Tecné[52] \| 22.01.2018 \| 26,3 % \| 39,2 % \| 27,0 % \| 6,2 % \| 1,3 % \| \| Lorien[53] \| 22.01.2018 \| 28,0 % \| 34,0 % \| 29,2 % \| 5,9 % \| 1,0 % \| \| EMG[54] \| 21.01.2018 \| 28,1 % \| 37,7 % \| 27 % \| 6,1 % \| 1,1 % \| \| Ixé[55] \| 19.01.2018 \| 26 % \| 35,7 % \| 27,8 % \| 7,4 % \| 3,1 % \| \| Index[56] \| 17.01.2018 \| 27,9 % \| 37 % \| 27,5 % \| 6,5 % \| 1,1 % \| \| SWG[57] \| 17.01.2018 \| 27,3 % \| 37,2 % \| 27,3 % \| 6,8 % \| 1,4 % \| \| Bidimedia[58] \| 15.01.2018 \| 28,4 % \| 36,0 % \| 27,0 % \| 5,9 % \| 2,7 % \| \| Piepoli/Euromedia[59] \| 15.01.2018 \| 28,5 % \| 36,5 % \| 27 % \| 7 % \| 1 % \| \| EMG[60] \| 12.01.2018 \| 27,8 % \| 36,7 % \| 27,9 % \| 5,8 % \| 1,8 % \| \| Demopolis[61] \| 11.01.2018 \| 27,0 % \| 36,3 % \| 29,2 % \| 6,5 % \| — \| \| Index[62] \| 11.01.2018 \| 28 % \| 36,7 % \| 27,9 % \| 6,5 % \| 1,1 % \| \| Ipsos[63] \| 11.01.2018 \| 27,5 % \| 35,9 % \| 28,7 % \| 6,4 % \| 1,5 % \| \| SWG[65] \| 10.01.2018 \| 27,1 % \| 37,6 % \| 26,7 % \| 6,8 % \| 1,8 % \| \| IPR[66] \| 09.01.2018 \| 27,5 % \| 38 % \| 28 % \| 5 % \| 1,5 % \| \| Tecné[67] \| 08.01.2018 \| 25 % \| 39,2 % \| 28,1 % \| 6,7 % \| 1 % \| \| Demopolis[68] \| 08.01.2018 \| 26,5 % \| 36,2 % \| 29 % \| 7 % \| 1,3 % \| \| EMG[69] \| 07.01.2018 \| 28,4 % \| 36,1 % \| 28,2 % \| 5,6 % \| 1,7 % \| \| YouTrend[70] \| 06.01.2018 \| 27,9 % \| 34,6 % \| 27,3 % \| 6,8 % \| 3,4 % \| \| Wahl 2013 \| 25.02.2013 \| 29,5 % \| 29,2 % \| 25,6 % \| — \| — \| |            |             |              |        |       |        |
| Institut | Datum      | Mitte-links | Mitte-rechts | M5S    | LeU   | Sonst. |
| EMG | 04.02.2018 | 27,9 %      | 37,5 %       | 27,2 % | 5,4 % | 2,0 %  |
| Bidimedia | 02.02.2018 | 29,1 %      | 35,9 %       | 26,2 % | 5,0 % | 3,8 %  |
| Index | 01.02.2018 | 28,3 %      | 37,3 %       | 26,9 % | 6,3 % | 1,2 %  |
| EMG | 01.02.2018 | 28,6 %      | 37,2 %       | 26,9 % | 5,3 % | 2,0 %  |
| SWG | 31.01.2018 | 28,1 %      | 36,2 %       | 28,4 % | 6,0 % | 1,5 %  |
| Demopolis | 29.01.2018 | 23,0 %      | 34,8 %       | 29,5 % | 6,0 % | 6,7 %  |
| Tecné | 29.01.2018 | 25,9 %      | 39,0 %       | 27,8 % | 6,2 % | 1,1 %  |
| EMG | 28.01.2018 | 28,7 %      | 37,5 %       | 26,5 % | 5,7 % | 1,6 %  |
| Piepoli/Euromedia | 25.01.2018 | 29 %        | 35,5 %       | 27,5 % | 7 %   | 1 %    |
| Index | 25.01.2018 | 27,9 %      | 37,3 %       | 27,0 % | 6,5 % | 1,8 %  |
| Ixé | 25.01.2018 | 25,4 %      | 35,4 %       | 29,2 % | 7,0 % | 3,0 %  |
| SWG | 24.01.2018 | 28,1 %      | 36,7 %       | 27,8 % | 6,4 % | 1,0 %  |
| IPR | 23.01.2018 | 27 %        | 37 %         | 28 %   | 6 %   | 2 %    |
| Tecné | 22.01.2018 | 26,3 %      | 39,2 %       | 27,0 % | 6,2 % | 1,3 %  |
| Lorien | 22.01.2018 | 28,0 %      | 34,0 %       | 29,2 % | 5,9 % | 1,0 %  |
| EMG | 21.01.2018 | 28,1 %      | 37,7 %       | 27 %   | 6,1 % | 1,1 %  |
| Ixé | 19.01.2018 | 26 %        | 35,7 %       | 27,8 % | 7,4 % | 3,1 %  |
| Index | 17.01.2018 | 27,9 %      | 37 %         | 27,5 % | 6,5 % | 1,1 %  |
| SWG | 17.01.2018 | 27,3 %      | 37,2 %       | 27,3 % | 6,8 % | 1,4 %  |
| Bidimedia | 15.01.2018 | 28,4 %      | 36,0 %       | 27,0 % | 5,9 % | 2,7 %  |
| Piepoli/Euromedia | 15.01.2018 | 28,5 %      | 36,5 %       | 27 %   | 7 %   | 1 %    |
| EMG | 12.01.2018 | 27,8 %      | 36,7 %       | 27,9 % | 5,8 % | 1,8 %  |
| Demopolis | 11.01.2018 | 27,0 %      | 36,3 %       | 29,2 % | 6,5 % | —      |
| Index | 11.01.2018 | 28 %        | 36,7 %       | 27,9 % | 6,5 % | 1,1 %  |
| Ipsos | 11.01.2018 | 27,5 %      | 35,9 %       | 28,7 % | 6,4 % | 1,5 %  |
| SWG | 10.01.2018 | 27,1 %      | 37,6 %       | 26,7 % | 6,8 % | 1,8 %  |
| IPR | 09.01.2018 | 27,5 %      | 38 %         | 28 %   | 5 %   | 1,5 %  |
| Tecné | 08.01.2018 | 25 %        | 39,2 %       | 28,1 % | 6,7 % | 1 %    |
| Demopolis | 08.01.2018 | 26,5 %      | 36,2 %       | 29 %   | 7 %   | 1,3 %  |
| EMG | 07.01.2018 | 28,4 %      | 36,1 %       | 28,2 % | 5,6 % | 1,7 %  |
| YouTrend | 06.01.2018 | 27,9 %      | 34,6 %       | 27,3 % | 6,8 % | 3,4 %  |
| Wahl 2013 | 25.02.2013 | 29,5 %      | 29,2 %       | 25,6 % | —     | —      |

## Ergebnisse

### Abgeordnetenkammer

#### Inland

Mehrheiten bei der Wahl der Abgeordnetenkammer in den Wahlkreisen

Mehrheiten bei der Wahl der Abgeordnetenkammer nach Gemeinden

| Listen                                                                                          | Listen                                      | Proporzwahl | Proporzwahl | Proporzwahl | Majorzwahl | Majorzwahl | Majorzwahl | Mandate Gesamt |
| Listen                                                                                          | Listen                                      | Stimmen     | %           | Mandate     | Stimmen    | %          | Mandate    | Mandate Gesamt |
| ----------------------------------------------------------------------------------------------- | ------------------------------------------- | ----------- | ----------- | ----------- | ---------- | ---------- | ---------- | -------------- |
|                                                                                                 | Lega per Salvini Premier                    | 5.702.517   | 17,4        | 73          | 12.154.659 | 37,0       | 111        | 262            |
| Forza Italia                                                                                    | 4.612.856                                   | 14,0        | 59          |             | 12.154.659 | 37,0       | 111        | 262            |
| Fratelli d’Italia                                                                               | 1.421.109                                   | 4,3         | 19          |             | 12.154.659 | 37,0       | 111        | 262            |
| Noi con l’Italia – UDC                                                                          | 418.177                                     | 1,3         | –           |             | 12.154.659 | 37,0       | 111        | 262            |
|                                                                                                 | Movimento 5 Stelle                          | 10.734.839  | 32,7        | 133         | 10.734.839 | 32,7       | 92         | 225            |
|                                                                                                 | Partito Democratico                         | 6.178.205   | 18,8        | 86          | 7.508.073  | 22,9       | 28         | 116            |
| +Europa                                                                                         | 836.619                                     | 2,5         | –           |             | 7.508.073  | 22,9       | 28         | 116            |
| Italia Europa Insieme (PSI – FdV – AC)                                                          | 184.090                                     | 0,6         | –           |             | 7.508.073  | 22,9       | 28         | 116            |
| Civica Popolare (IdV – CpE – UpT – IèP – AP)                                                    | 174.564                                     | 0,5         | –           |             | 7.508.073  | 22,9       | 28         | 116            |
| SVP – PATT                                                                                      | 134.595                                     | 0,4         | 2           |             | 7.508.073  | 22,9       | 28         | 116            |
|                                                                                                 | Liberi e Uguali                             | 1.114.989   | 3,4         | 14          | 1.114.989  | 3,4        | –          | 14             |
|                                                                                                 | Potere al Popolo!                           | 372.049     | 1,1         | –           | 372.049    | 1,1        | –          | –              |
|                                                                                                 | CasaPound Italia                            | 312.312     | 1,0         | –           | 312.312    | 1,0        | –          | –              |
|                                                                                                 | Il Popolo della Famiglia                    | 219.644     | 0,7         | –           | 219.644    | 0,7        | –          | –              |
|                                                                                                 | Italia agli Italiani (FT – FN)              | 126.632     | 0,4         | –           | 126.632    | 0,4        | –          | –              |
|                                                                                                 | Partito Comunista                           | 106.816     | 0,3         | –           | 106.816    | 0,3        | –          | –              |
|                                                                                                 | Partito Valore Umano                        | 47.947      | 0,1         | –           | 47.947     | 0,1        | –          | –              |
|                                                                                                 | 10 Volte Meglio                             | 37.003      | 0,1         | –           | 37.003     | 0,1        | –          | –              |
|                                                                                                 | Per una Sinistra Rivoluzionaria (SCR – PCL) | 29.269      | 0,1         | –           | 29.269     | 0,1        | –          | –              |
|                                                                                                 | Partito Repubblicano Italiano – ALA         | 20.976      | 0,1         | –           | 20.976     | 0,1        | –          | –              |
|                                                                                                 | Grande Nord                                 | 19.851      | 0,1         | –           | 19.851     | 0,1        | –          | –              |
|                                                                                                 | Autodeterminatzione                         | 19.308      | 0,1         | –           | 19.308     | 0,1        | –          | –              |
|                                                                                                 | Lista del Popolo per la Costituzione        | 9.353       | 0,0         | –           | 9.353      | 0,0        | –          | –              |
|                                                                                                 | Patto per l’Autonomia                       | 7.080       | 0,0         | –           | 7.080      | 0,0        | –          | –              |
|                                                                                                 | Blocco Nazionale per le Libertà             | 3.596       | 0,0         | –           | 3.596      | 0,0        | –          | –              |
|                                                                                                 | Siamo                                       | 1.428       | 0,0         | –           | 1.428      | 0,0        | –          | –              |
|                                                                                                 | Rinascimento MIR                            | 595         | 0,0         | –           | 595        | 0,0        | –          | –              |
|                                                                                                 | Italia nel Cuore                            | 574         | 0,0         | –           | 574        | 0,0        | –          | –              |
| Gesamt                                                                                          | Gesamt                                      | 32.846.993  | 100         | 386         | 32.846.993 | 100        | 231        | 617            |
|                                                                                                 |                                             |             |             |             |            |            |            |                |
| Ungültige Stimmen                                                                               | Ungültige Stimmen                           | 1.077.117   | 3,2         |             |            |            |            |                |
| Wähler                                                                                          | Wähler                                      | 33.924.110  | 72,6        |             |            |            |            |                |
| Wahlberechtigte                                                                                 | Wahlberechtigte                             | 46.719.637  |             |             |            |            |            |                |
|                                                                                                 |                                             |             |             |             |            |            |            |                |
| Quellen: Camera dei deputati, Offiziell Wahlergebnis – Kassationsgerichtshof – Innenministerium |                                             |             |             |             |            |            |            |                |

### Senat

#### Inland
| Listen                                            | Listen                                      | Proporzwahl | Proporzwahl | Proporzwahl | Majorzwahl | Majorzwahl | Majorzwahl | Mandate Gesamt |
| Listen                                            | Listen                                      | Stimmen     | %           | Mandate     | Stimmen    | %          | Mandate    | Mandate Gesamt |
| ------------------------------------------------- | ------------------------------------------- | ----------- | ----------- | ----------- | ---------- | ---------- | ---------- | -------------- |
|                                                   | Lega per Salvini Premier                    | 5.323.045   | 17,6        | 37          | 11.330.164 | 37,5       | 58         | 135            |
| Forza Italia                                      | 4.358.101                                   | 14,4        | 33          |             | 11.330.164 | 37,5       | 58         | 135            |
| Fratelli d’Italia                                 | 1.286.887                                   | 4,3         | 7           |             | 11.330.164 | 37,5       | 58         | 135            |
| Noi con l’Italia – UDC                            | 362.131                                     | 1,2         | –           |             | 11.330.164 | 37,5       | 58         | 135            |
|                                                   | Movimento 5 Stelle                          | 9.733.303   | 32,2        | 68          | 9.733.303  | 32,2       | 44         | 112            |
|                                                   | Partito Democratico                         | 5.788.103   | 19,2        | 43          | 6.948.983  | 23,0       | 13         | 57             |
| +Europa                                           | 716.136                                     | 2,4         | –           |             | 6.948.983  | 23,0       | 13         | 57             |
| Italia Europa Insieme (PSI – FdV – AC)            | 163.903                                     | 0,5         | –           |             | 6.948.983  | 23,0       | 13         | 57             |
| Civica Popolare (IdV – CpE – UpT – IèP – AP)      | 152.505                                     | 0,5         | –           |             | 6.948.983  | 23,0       | 13         | 57             |
| SVP – PATT                                        | 128.336                                     | 0,4         | 1           |             | 6.948.983  | 23,0       | 13         | 57             |
|                                                   | Liberi e Uguali                             | 990.715     | 3,3         | 4           | 990.715    | 3,3        | –          | 4              |
|                                                   | Potere al Popolo!                           | 320.855     | 1,1         | –           | 320.855    | 1,1        | –          | –              |
|                                                   | CasaPound Italia                            | 259.628     | 0,9         | –           | 259.628    | 0,9        | –          | –              |
|                                                   | Il Popolo della Famiglia                    | 211.486     | 0,7         | –           | 211.486    | 0,7        | –          | –              |
|                                                   | Italia agli Italiani (FT – Forza Nuova)     | 150.014     | 0,5         | –           | 150.014    | 0,5        | –          | –              |
|                                                   | Partito Comunista                           | 101.656     | 0,3         | –           | 101.656    | 0,3        | –          | –              |
|                                                   | Partito Valore Umano                        | 38.543      | 0,1         | –           | 38.543     | 0,1        | –          | –              |
|                                                   | Per una Sinistra Rivoluzionaria (SCR – PCL) | 32.455      | 0,1         | –           | 32.455     | 0,1        | –          | –              |
|                                                   | Partito Repubblicano Italiano – ALA         | 27.535      | 0,1         | –           | 27.535     | 0,1        | –          | –              |
|                                                   | Autodeterminatzione                         | 20.475      | 0,1         | –           | 20.475     | 0,1        | –          | –              |
|                                                   | Grande Nord                                 | 17.509      | 0,1         | –           | 17.509     | 0,1        | –          | –              |
|                                                   | Lista del Popolo per la Costituzione        | 10.355      | 0,0         | –           | 10.355     | 0,0        | –          | –              |
|                                                   | Destre Unite – Forconi                      | 6.223       | 0,0         | –           | 6.223      | 0,0        | –          | –              |
|                                                   | Democrazia Cristiana                        | 5.491       | 0,0         | –           | 5.491      | 0,0        | –          | –              |
|                                                   | Patto per l’Autonomia                       | 5.011       | 0,0         | –           | 5.011      | 0,0        | –          | –              |
|                                                   | Siamo                                       | 1.519       | 0,0         | –           | 1.519      | 0,0        | –          | –              |
|                                                   | Stato Moderno Solidale                      | 1.399       | 0,0         | –           | 1.399      | 0,0        | –          | –              |
|                                                   | Rinascimento MIR                            | 555         | 0,0         | –           | 555        | 0,0        | –          | –              |
| Gesamt                                            | Gesamt                                      | 30.213.874  | 100         | 193         | 30.213.874 | 100        | 115        | 308            |
|                                                   |                                             |             |             |             |            |            |            |                |
| Ungültige Stimmen                                 | Ungültige Stimmen                           | 1.017.940   | 3,3         |             |            |            |            |                |
| Wähler                                            | Wähler                                      | 31.231.814  | 73,0        |             |            |            |            |                |
| Wahlberechtigte                                   | Wahlberechtigte                             | 42.780.033  |             |             |            |            |            |                |
|                                                   |                                             |             |             |             |            |            |            |                |
| Quellen: Kassationsgerichtshof – Innenministerium |                                             |             |             |             |            |            |            |                |

Das Movimento 5 Stelle erlangte später ein weiteres Mandat (Proporzwahl: 68 Mandate statt 67).

## Prominente Kandidaturen in den Wahlkreisen
| Kandidat          | Partei                      | Kammer             | Wahlkreis          | Ergebnis | Erfolg        |
| ----------------- | --------------------------- | ------------------ | ------------------ | -------- | ------------- |
| Giorgia Meloni    | Fratelli d’Italia           | Abgeordnetenkammer | Latina             | 41,0 %   | gewählt       |
| Maurizio Lupi     | Noi con l’Italia            | Abgeordnetenkammer | Merate             | 51,0 %   | gewählt       |
| Lorenzo Cesa      | Unione di Centro            | Abgeordnetenkammer | Nola               | 34,3 %   | nicht gewählt |
| Luigi Di Maio     | Movimento 5 Stelle          | Abgeordnetenkammer | Acerra             | 63,4 %   | gewählt       |
| Matteo Renzi      | Partito Democratico         | Senat              | Florenz            | 43,9 %   | gewählt       |
| Emma Bonino       | +Europa                     | Senat              | Rom – Gianicolense | 38,9 %   | gewählt       |
| Bruno Tabacci     | Centro Democratico          | Abgeordnetenkammer | Mailand 1          | 41,2 %   | gewählt       |
| Riccardo Nencini  | Partito Socialista Italiano | Senat              | Arezzo             | 35,0 %   | gewählt       |
| Angelo Bonelli    | Europa Verde                | Senat              | Pesaro             | 26,2 %   | nicht gewählt |
| Beatrice Lorenzin | Alternativa Popolare        | Abgeordnetenkammer | Modena             | 36,8 %   | gewählt       |
| Nicola Fratoianni | Sinistra Italiana           | Abgeordnetenkammer | Pisa               | 6,2 %    | nicht gewählt |
| Roberto Speranza  | Articolo Uno                | Abgeordnetenkammer | Potenza            | 6,9 %    | nicht gewählt |

## Nachwahlen
| Wahlkreis                    | Kammer             | Datum      | Ausgeschiedene        | Ausgeschiedene    | Nachgerückte         | Nachgerückte      |
| Wahlkreis                    | Kammer             | Datum      | Name                  | Wahlbündnis/Liste | Name                 | Wahlbündnis/Liste |
| ---------------------------- | ------------------ | ---------- | --------------------- | ----------------- | -------------------- | ----------------- |
| Cagliari                     | Abgeordnetenkammer | 20-01-2019 | Andrea Mura           |                   | Andrea Frailis       |                   |
| Trient                       | Abgeordnetenkammer | 26-05-2019 | Giulia Zanotelli      |                   | Martina Loss         |                   |
| Pergine Valsugana            | Abgeordnetenkammer | 26-05-2019 | Maurizio Fugatti      |                   | Mauro Sutto          |                   |
| Neapel – San Carlo all’Arena | Senat              | 23-02-2020 | Franco Ortolani       |                   | Sandro Ruotolo       |                   |
| Rom – Trionfale              | Abgeordnetenkammer | 01-03-2020 | Paolo Gentiloni       |                   | Roberto Gualtieri    |                   |
| Terni                        | Senat              | 08-03-2020 | Donatella Tesei       |                   | Valeria Alessandrini |                   |
| Villafranca di Verona        | Senat              | 20-09-2020 | Stefano Bertacco      |                   | Luca De Carlo        |                   |
| Sassari                      | Senat              | 20-09-2020 | Vittoria Bogo Deledda |                   | Carlo Doria          |                   |
| Siena                        | Abgeordnetenkammer | 03-10-2021 | Pier Carlo Padoan     |                   | Enrico Letta         |                   |
| Rom – Primavalle             | Abgeordnetenkammer | 03-10-2021 | Emanuela Del Re       |                   | Andrea Casu          |                   |
| Rom – Trionfale              | Abgeordnetenkammer | 16-01-2022 | Roberto Gualtieri     |                   | Cecilia D’Elia       |                   |

## Zusammenfassung der Mandate
| Partei | Partei                 | Abgeordnetenkammer | Abgeordnetenkammer | Abgeordnetenkammer | Abgeordnetenkammer | Abgeordnetenkammer | Senat | Senat | Senat    | Senat   | Senat  |
| Partei | Partei                 | Prop.              | Maj.               | Aostatal           | Ausland            | Gesamt             | Prop. | Maj   | Aostatal | Ausland | Gesamt |
| ------ | ---------------------- | ------------------ | ------------------ | ------------------ | ------------------ | ------------------ | ----- | ----- | -------- | ------- | ------ |
|        | Lega                   | 73                 | 50                 | –                  | 2                  | 125                | 37    | 21    | –        | –       | 58     |
|        | Forza Italia           | 59                 | 44                 | –                  | 1                  | 104                | 33    | 22    | –        | 2       | 57     |
|        | Fratelli d’Italia      | 19                 | 13                 | –                  | –                  | 32                 | 7     | 11    | –        | –       | 18     |
|        | Noi con l’Italia – UDC | –                  | 4                  | –                  | –                  | 4                  | –     | 4     | –        | –       | 4      |
| Gesamt | Gesamt                 | 151                | 111                | –                  | 3                  | 265                | 77    | 58    | –        | 2       | 137    |
|        |                        |                    |                    |                    |                    |                    |       |       |          |         |        |
|        | Movimento 5 Stelle     | 133                | 92                 | 1                  | 1                  | 227                | 68    | 44    | –        | –       | 112    |
|        |                        |                    |                    |                    |                    |                    |       |       |          |         |        |
|        | Partito Democratico    | 86                 | 21                 | –                  | 5                  | 112                | 43    | 8     | –        | 2       | 53     |
|        | +Europa                | –                  | 2                  | –                  | 1                  | 3                  | –     | 1     | –        | –       | 1      |
|        | Italia Europa Insieme  | –                  | 1                  | –                  | –                  | 1                  | –     | 1     | –        | –       | 1      |
|        | Civica Popolare        | –                  | 2                  | –                  | –                  | 2                  | –     | 1     | –        | –       | 1      |
|        | SVP – PATT             | 2                  | 2                  | –                  | –                  | 4                  | 1     | 2     | –        | –       | 3      |
| Gesamt | Gesamt                 | 88                 | 28                 | –                  | 6                  | 122                | 44    | 13    | –        | 2       | 59     |
|        |                        |                    |                    |                    |                    |                    |       |       |          |         |        |
|        | Liberi e Uguali        | 14                 | –                  | –                  | –                  | 14                 | 4     | –     | –        | –       | 4      |
|        | MAIE                   | –                  | –                  | –                  | 1                  | 1                  | –     | –     | –        | 1       | 1      |
|        | USEI                   | –                  | –                  | –                  | 1                  | 1                  | –     | –     | –        | 1       | 1      |
|        | Vallée d’Aoste         | –                  | –                  | –                  | –                  | –                  | –     | –     | 1        | –       | 1      |
| Gesamt | Gesamt                 | 386                | 231                | 1                  | 12                 | 630                | 193   | 115   | 1        | 6       | 315    |

Die Kammern konstituierten sich am 23. März 2018. Die Fraktionsstärken zu Beginn der Wahlperiode:
| Fraktion | Abgeord- neten- kammer | Senat |
| --- | ---------------------- | ----- |
| Movimento 5 Stelle | 222                    | 109   |
| Lega-Salvini Premier | 125                    | 58    |
| Partito Democratico | 111                    | 52    |
| Forza Italia Berlusconi Presidente | 104                    | 61    |
| Fratelli d’Italia | 32                     | 18    |
| Per le Autonomie (SVP-PATT, UV) |                        | 8     |
| Gruppo Misto („gemischte Fraktion“) 1 | 36 2                   | 12 3  |
| Summe | 630                    | 318   |
| 1 Abgeordnete, die keiner anderen Fraktion angehören, sind automatisch Mitglied der Gruppo Misto.2 darunter Liberi e Uguali 14 Sitze, SVP-PATT 4 Sitze3 darunter Liberi e Uguali 4 Sitze |                        |       |

## Regierungsbildung
Nachdem erste Verhandlungen zwischen Fünf-Sterne und Lega gescheitert waren, beauftragte Staatspräsident Sergio Mattarella am 23. April 2018 Roberto Fico (Fünf-Sterne) mit dem Ausloten einer Koalition seiner Partei mit der bisherigen Regierungspartei PD. Am 30. April 2018 teilte Fünf-Sterne-Parteichef Luigi Di Maio mit, die Verhandlungen seien gescheitert. Man wolle Mattarella bitten, so schnell wie möglich Neuwahlen einzuleiten. Mattarella wies diese Forderung zurück und lud die Parteien für den 7. Mai zu einem Gespräch in seinen Amtssitz. Danach erklärte er die Regierungsbildung für gescheitert und äußerte, eine „neutrale Regierung“ müsse das Land zur Neuwahl führen. Am 9. Mai baten Di Maio und Salvini Mattarella um einen letzten Aufschub von 24 Stunden, um noch einmal die Möglichkeit einer Regierungsbildung auszuloten. Am Abend des 9. Mai gab Silvio Berlusconi, Koalitionspartner der Lega, sein bislang auferlegtes Veto gegenüber einer Regierungsbildung zwischen Fünf-Sterne und Lega Nord auf, auch wenn seine Partei Forza Italia einer solchen Regierung nicht das Vertrauen aussprechen werde. Am 10. Mai begannen die Verhandlungen zwischen Di Maio und Salvini zur Regierungsbildung.
| In Betracht gezogene Koalitionen  | Sitze |
| --------------------------------- | ----- |
| Sitze gesamt                      | 630   |
| Absolute Mehrheit (ab 316 Sitzen) |       |
| M5S, Lega                         | 352   |
| M5S, PD                           | 339   |
| M5S, FI                           | 331   |

Am 18. Mai 2018 legten Fünf-Sterne und Lega Nord einen Koalitionsvertrag mit dem Titel „Vertrag für die Regierung des Wandels“ vor. Das Regierungsprogramm beinhaltet einen Anschub der Konjunktur mit unter anderem „begrenzten“ schuldenfinanzierten Ausgaben. Darüber hinaus wurde ein nicht bedingungsloses Grundeinkommen (reddito di cittadinanza) von monatlich 780 Euro für Alleinlebende geplant – entsprechend dem Vorschlag im Wahlprogramm der „Fünf Sterne“ handelte es sich dabei vermutlich um ein monatliches Mindesteinkommen mit Bedürftigkeitsprüfung für Personen, die ansonsten unterhalb der Armutsgrenze leben würden.
Der Punkt „Staatsverschuldung und Haushaltsdefizit“ (Debito pubblico e deficit) umfasst ganze vier Sätze. Unter anderem war davon die Rede, EU-Verträge „neu zu diskutieren“. Gemeint ist offenbar auch der Euro-Stabilitätspakt. Lega und Fünf-Sterne schrieben in dem Programm, Ausgaben für Investitionen sollten nicht in die Defizitberechnungen einfließen. Nicht enthalten in dem Programm waren Wahlkampfforderungen für einen Ausstieg aus dem Euro oder ein Referendum darüber.
In der Außenpolitik sollten „nationale Interessen“ stärker berücksichtigt werden. Die Zugehörigkeit Italiens zur NATO wurde bekräftigt, gleichzeitig wurde jedoch von einer Öffnung zu Russland gesprochen, das keine Bedrohung sei, sondern ein „möglicherweise zunehmend wichtiger Wirtschaftspartner“.

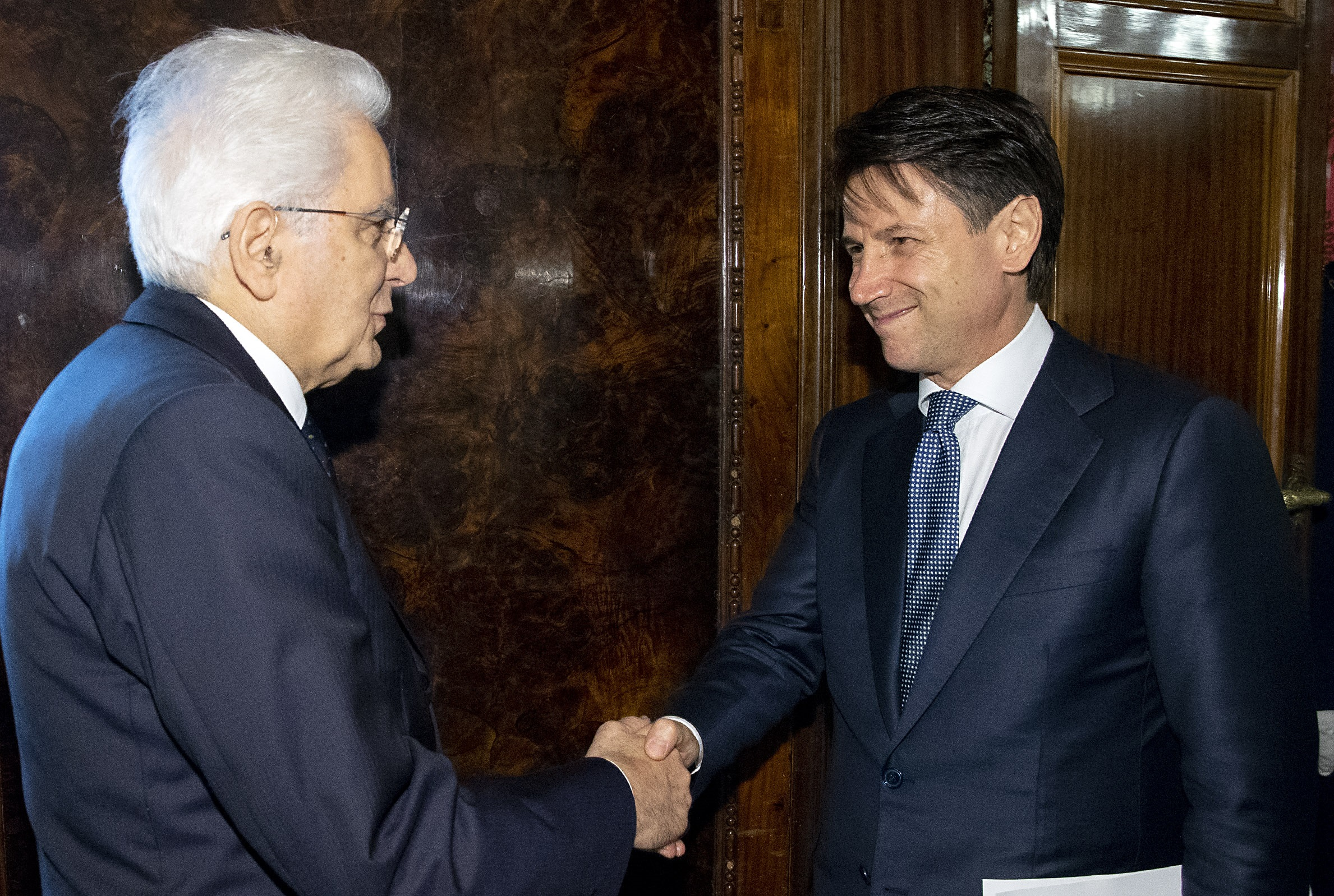
Staatspräsident Sergio Mattarella und Giuseppe Conte im Quirinalspalast am 23. Mai 2018

Über das Regierungsprogramm befragte 5-Sterne ihre Mitglieder online; 45.000 nahmen teil und 94 Prozent von ihnen stimmten dem Programm zu. Die Lega machte eine informelle Mitgliederbefragung: Im ganzen Land wurden 1000 Stände aufgebaut, an denen Stimmzettel mit Kernpunkten des Programms ausgelegt waren. Am 21. Mai 2018 schlugen beide Parteien den Rechtswissenschaftler Giuseppe Conte als künftigen Regierungschef vor.
Am 23. Mai wurde Conte von Staatspräsident Mattarella mit der Regierungsbildung beauftragt, was Conte unter Vorbehalt akzeptierte. Nach Prüfung der von Conte vorgelegten Ministerliste lehnte Mattarella am 27. Mai den als Wirtschaftsminister vorgeschlagenen Paolo Savona   aufgrund von dessen Euro-skeptischer Haltung ab. Zuvor hatte der Staatspräsident in einem Gespräch mit Di Maio und Salvini seine Bedenken gegenüber Savona geäußert und Alternativen sondiert, da die Finanzmärkte in den Tagen zuvor negativ reagiert hatten. Daraufhin gab Conte seine Bemühungen, eine Regierung zu bilden, vorläufig auf und gab den Regierungsauftrag zurück.

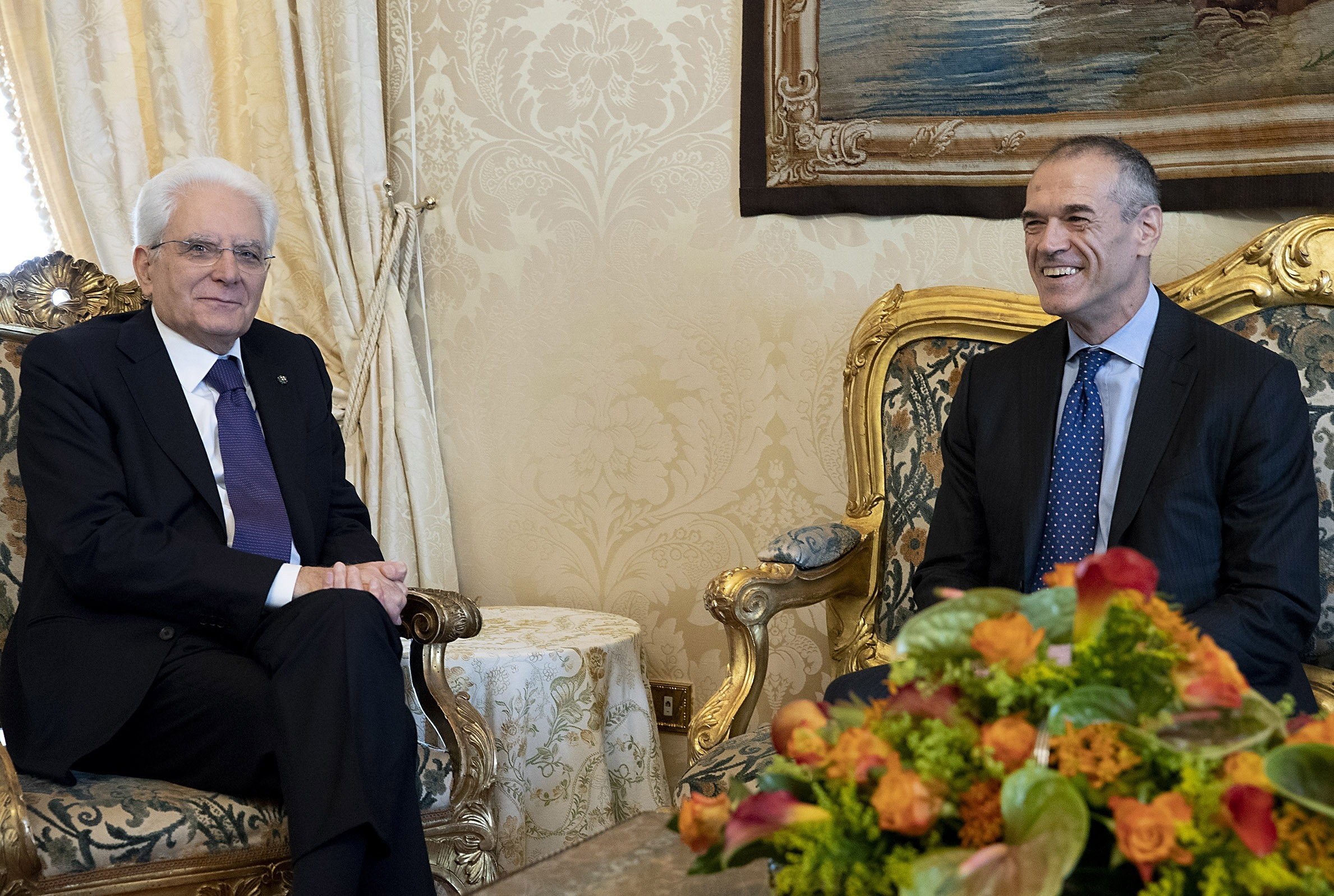
Mattarella und Carlo Cottarelli am 28. Mai 2018

Mattarella bestellte für den 28. Mai den früheren IWF-Ökonomen und Sparkommissar Carlo Cottarelli zu Gesprächen ein und beauftragte ihn anschließend mit der Bildung einer Übergangsregierung. Als Kritiker von Wahlversprechen der Populisten und Beobachter der Entwicklung der Weltwirtschaft will er das Haushaltsdefizit in Italien begrenzen und die Produktivität steigern. Sein Ziel sei die Verabschiedung des Haushaltsplanes im Herbst; Neuwahlen waren für Anfang 2019 geplant. Ohne eine Zustimmung durch das Parlament sollte es noch im Herbst 2018 zu Neuwahlen kommen. Die Aktienbörsen der Region brachen wegen der politischen Instabilität und angesichts eines schon bestehenden Schuldenbergs von 2,3 Billionen Euro in Italien weiter ein. M5S spielte lautstark mit dem Gedanken ein Amtsenthebungsverfahren gegen Mattarella einzuleiten, verwarf dies aber wieder nach allgemeinen heftigen Protesten und kritischen Tönen aus den eigenen Reihen.
Ein Amtsenthebungsverfahren wäre von Beginn an zum Scheitern verurteilt gewesen, da dem Staatspräsidenten laut der italienischen Verfassung das Recht zusteht, einen vorgeschlagenen Minister auch ablehnen zu können. Die der Fünf-Sterne nahe stehende Zeitung Il Fatto Quotidiano sah in der Ernennung Savonas zum Wirtschaftsminister und der absehbaren Ablehnung durch Mattarella den Versuch Salvinis, doch noch Neuwahlen herbeizuführen, aus denen die Lega laut Umfragen gestärkt hervorgegangen wäre.
Am 30. Mai 2018 machte Di Maio einen erneuten Vorschlag, doch noch eine Regierung aus Fünf-Sterne-Bewegung und Lega auf den Weg zu bringen. Der von Staatspräsident Mattarella als Wirtschaftsminister abgelehnte Paolo Savona solle dabei ein anderes Ministerium übernehmen und so den Weg für eine Regierung Conte frei machen. Daraufhin wurde die Bildung der Übergangsregierung Cottarelli eingefroren. Sowohl Mattarella als auch Salvini baten um eine weitere Bedenkzeit.
Nach mehrstündigen Verhandlungen zwischen Di Maio und Salvini einigten sich beide auf eine neue Ministerliste. Für das Wirtschaftsministerium wurde Giovanni Tria vorgeschlagen, Paolo Savona nun für das Ministerium für Europafragen. Am Nachmittag des 31. Mai gab Cottarelli den Regierungsauftrag zurück. Am Abend übernahm  Giuseppe Conte erneut die  Regierungsbildung. Am 1. Juni, 89 Tage nach der Wahl wurde das Kabinett Conte I gemäß der letzten Vorschläge von Staatspräsident Mattarella vereidigt.
Vom 5. September 2019 bis zum 13. Februar 2021 bestand das Kabinett Conte II. Es wurde abgelöst vom Kabinett Draghi.